# Diego Hurtado de Mendoza (poeta y diplomático)
Diego Hurtado de Mendoza y Pacheco (Granada, 1503 o 1504-Madrid, 14 de agosto de 1575) fue un poeta y diplomático español. Desde el siglo XVII hay teorías que apuntan a él como posible autor del Lazarillo de Tormes.
No debe confundirse con el militar castellano y virrey de Valencia durante la revuelta de las Germanías del Reino de Valencia (1519-1523), que fue Diego Hurtado de Mendoza y Lemos, conde de Mélito.

## Biografía
Diego Hurtado de Mendoza tuvo una privilegiada infancia muy influida por la figura paterna. Su padre, Íñigo López de Mendoza y Quiñones, conde de Tendilla, más conocido por el Gran Tendilla, era capitán general del reino de Granada al tiempo del nacimiento de Diego y tenía su residencia fijada en la Alhambra. Su madre era Francisca Pacheco, hija de Juan Pacheco, marqués de Villena. Diego estudió en su Granada natal y, posteriormente, en la Universidad de Salamanca.
Su padre, siguiendo la tradición familiar de los Mendoza de unir las armas con las letras, quiso dar a sus hijos una educación esmerada, contando con los mejores preceptores de la época y se trajo desde Italia a Granada a Pedro Mártir de Anglería. Así el entorno morisco, por un lado, y el espíritu cultivado y renacentista, por otro, marcaron de por vida al joven.
En lo que respecta a su infancia y su juventud, es probable que permaneciera en Granada hasta la muerte de su padre en 1515; y participó junto a dos de sus hermanos en la empresa de La Goleta, donde se dice que pudo haber conocido a Garcilaso de la Vega. Del mismo modo, también se presume que formó parte de la invasión de Provenza en 1536, donde acompañó a Garcilaso en el momento de su fallecimiento.
Marchó como embajador a la corte de Enrique VIII, rey de Inglaterra en 1537, que acababa de quedar viudo y donde se le encomendó negociar unas bodas reales que se frustraron. Tras ello fue nombrado embajador en Venecia (1539 - 1547) para representar además a Carlos I en el Concilio de Trento.
Fue concretamente el 19 de abril de 1539 cuando recibió instrucciones de Carlos V sobre la embajada en Venecia; ciudad a la que llegaría el 25 de mayo y se instalaría en un palacio en el Gran Canal. Este fue el comienzo de su larga instancia en Italia, que se prolongaría durante trece años, la cual dio paso a la etapa dorada de su vida. Una vez allí, entró en contacto con algunos autores de considerable reputación, como Aretino, Bembo, Paolo Giovio, Varchi, Tiziano y Domenichi, entre otros.
Embajador en Roma (1547), fue luego gobernador de Siena, donde sofocó una sublevación. Se le acusó de irregularidades financieras, y el proceso que solicitó para demostrar su inocencia se falló treinta años después con su absolución (1578). De regreso a España, fue proveedor de la Armada de Laredo y en 1556 recibió el hábito de la Orden de Alcántara. Tres años después está en Bruselas; durante la agonía del príncipe Don Carlos (1568), tuvo una disputa violenta con Diego de Leiva que desembocó en su destierro a Medina del Campo por orden de Felipe II, destierro que meses después se le desplazó a Granada, donde su sobrino, el marqués de Mondéjar, le puso al frente del ejército que tuvo que combatir la sublevación de los moriscos. En Granada estuvo hasta 1574, año en que se le permitió el acceso a la Corte, si bien no a Palacio. 
Murió en 1575 tras serle amputada una pierna que se le había gangrenado.
Fue amigo de Santa Teresa de Jesús.

## Obra literaria
Diego Hurtado de Mendoza representa al aristócrata militar y humanista del siglo XVI, compaginador de las armas y las letras a la misma altura. Conocía el latín, el griego, el hebreo y el árabe, además de varias lenguas europeas. Reunió una nutrida biblioteca a lo largo de sus múltiples viajes por toda Europa, que legó a Felipe II y fue a parar al Monasterio de San Lorenzo de El Escorial. Junto a Garcilaso de la Vega y Juan Boscán introdujo los nuevos temas, metros y estrofas de la lírica italiana, si bien, al contrario que estos autores, se inclinó más bien por la sátira maliciosa y picante (la Fábula del cangrejo, por ejemplo), y fue el primero en cultivar el burlesco tema del "soneto del soneto". De todas formas, no dejó de emplear el arte menor y en sus versos líricos trasluce una fina melancolía. Destaca su Epístola a Boscán y el poema mitológico Fábula de Hipómenes y Atalanta.

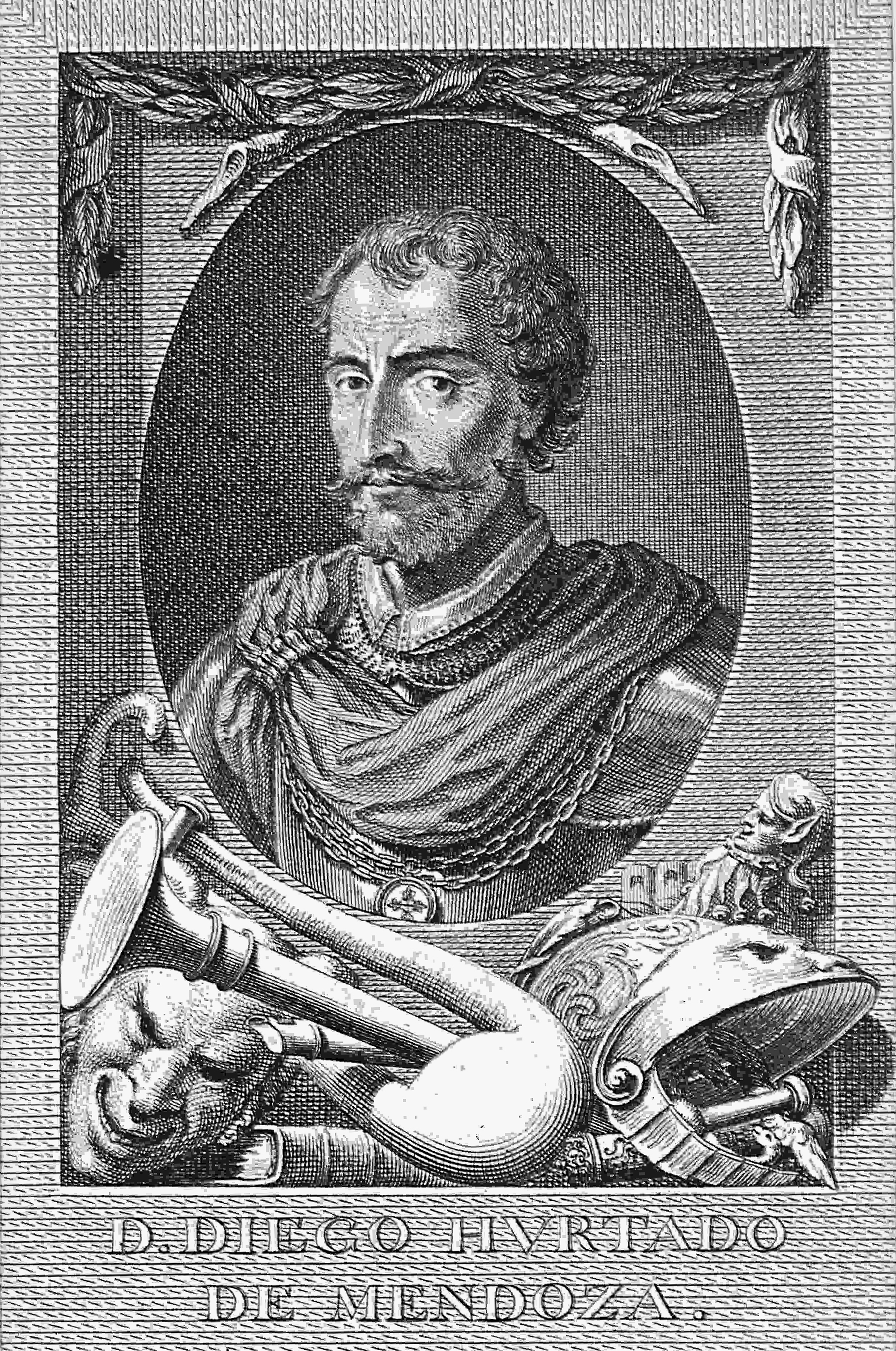
Diego Hurtado de Mendoza, portada a sus Obras, Madrid 1770.

Varios autores del siglo XVII (el más importante el gran bibliógrafo Tomás Tamayo, residente en Toledo, la ciudad de juventud y más amada por don Diego), atribuyeron a este escritor la autoría del Lazarillo de Tormes, la primera novela moderna española, teoría que alcanzó cierta fama sobre todo en el siglo XIX. En marzo de 2010 la prestigiosa paleógrafa Mercedes Agulló y Cobo descubrió en un inventario de los papeles de Juan López de Velasco (autor de las correcciones de la edición conjunta censurada del Lazarillo y la Propalladia de Torres Naharro titulada Propaladia de Bartolomé de Torres Naharro, y Lazarillo de Tormes)que aludían, según esta investigadora, a las cajas de documentación perteneciente a Diego Hurtado de Mendoza, la frase «Un legajo de correcciones hechas para la impresión de Lazarillo y Propaladia», lo cual la llevó a escribir el libro titulado A vueltas con el autor del Lazarillo en el que postula «una hipótesis seria sobre la autoría del Lazarillo, que fortalecida por otros hechos y circunstancias apunta sólidamente en la dirección de don Diego».
Lope de Vega lo elogia en su frase «¿Qué cosa aventaja a una redondilla de don Diego Hurtado de Mendoza?».
Es autor, asimismo, de una reconocida historia de la Guerra de las Alpujarras basada en sus experiencias militares y políticas durante la sublevación de los moriscos en 1568-1570, que se publicó póstumamente en 1627 por Luis Tribaldos de Toledo bajo el título Guerra de Granada hecha por el rei de España don Philipe II, nuestro señor contra los Moriscos de aquel reino, sus rebeldes.
Una de las características más notables que podemos extraer de la producción poética de Mendoza y lo que le distingue en cierta medida de otros autores es su tendencia a la innovación y la experimentación, lo que le conduce a cultivar antes que nadie algunos géneros o a haber copiado por primera vez de unas fuentes concretas. 
De este modo, podríamos determinar que Diego Hurtado de Mendoza fue el primero de los poetas españoles modernos en desarrollar los epigramas de la Antología griega; el primero en componer una fábula mitológica en octavas y de los primeros en escribir epístolas (supuestamente horacianas) en tercetos encadenados. Además, también fue el primero en imitar la poesía burlesca de Berni, entre otros éxitos.